# أنور أبو سحلي
أنور عبد الفتاح أبو سحلي (1919 - 11 يناير، 2000) قانوني مصري ووزير للعدل.

## حياته
ولد في فرشوط بقنا، وعمل كوكيل النائب العام 1946، ورئيس محكمتي شمال وجنوب القاهرة عام 1977 والنائب العام لجمهورية مصر العربية 1978 ووزير العدل عام 1979، وعضو الأكاديمية الدولية للمحامين المترافعين بالولايات المتحدة.
ويعتبر واحد من أبرز رموز مصر في ساحة العدالة والقضاء بصفة عامة. توفي في 11 يناير 2000.